# エコパラダイスFM
エコパラダイスFM（エコパラダイスエフエム）とは、パラオ共和国アラカベサン島にあるFMの国営放送である（正式局名はパラオ共和国国営放送）。
1998年、TOKYO FM（エフエム東京）と日本航空の支援により開局。2003年、JFNに特別加盟局として加盟した。そのため、TOKYO FMの番組も一部放送している。

## 放送局概要
- 演奏所所在地 アラカベサン島
- 送信所所在地 マラカル島
- FM周波数 87.9MHz
  - コールサイン：T8AA-FM
- AMでも1584kHzで放送
  - コールサイン：T8AA-AM
- 送信出力：4kW

## 沿革
- 1998年7月27日 - 試験放送開始。
- 1998年8月1日 - 開局。本放送開始。
- 2003年7月23日 - JFNに加盟。

## 放送内容
- 言語は主に英語とパラオ語で、ニュースや公共情報、音楽番組などが放送されている。前述どおり日本語の番組も放送しており、演歌も時間帯を決めて放送している。モノラル放送。CMはJFN系番組のスポンサー（コスモ石油など）以外はあまり放送されない。

### 放送されている主なTOKYO FMの番組
2021年現在の番組は不明。
- Flavor-Flavor（火曜 20:00 - 21:00）
  - 日本では2009年9月に放送終了。
- Music Storage（水曜 21:00 - 21:30）
  - 日本では2009年3月に放送終了。
- コスモ ポップス ベスト10（木曜 20:00 - 20:55）
  - 日本では2010年4月より時間短縮。
- DJ KAORI 715（金曜 21:00 - 21:30）